# Temelucha arenosella
Temelucha arenosella är en stekelart som beskrevs av Kolarov 1989. Temelucha arenosella ingår i släktet Temelucha och familjen brokparasitsteklar. Inga underarter finns listade i Catalogue of Life.